# Законодательство Республики Армения
Декларация о провозглашении государственной независимости Республики Армения принята 23 августа 1990 года, а 2 марта 1992 года Армения стала членом ООН.

## Общая информация
Исходя из положений Декларации “О независимости Республики Армения”, 1-го 
марта 1991 года Верховным Советом Республики Армения было принято решение “О проведении на 
территории Республики Армения референдума о выходе из состава СССР”, 21-го 
сентября 1991 года был проведен Референдум, на котором абсолютное большинство 
населения республики проголосовало “За”.
Республика Армения является суверенным, демократическим, социально-правовым 
государством. Свою власть народ осуществляет путём свободных выборов, референдумов, 
также с помощью предусмотренных Конституцией органов государственного и местного 
самоуправления и должностных лиц.
5 июля 1995 года принята Конституция Республики Армения, согласно которой коренным образом 
было преобразовано административно-территориальное деление и вся система управления 
советского периода. Она определяет конституционный строй, основные права и свободы 
человека и гражданина, предусматривает положения относительно полномочий Президента 
Республики, Национального Собрания Армении, Правительства Армении, определяет структуру 
судебной власти, принципы её деятельности, а также положения, касающиеся системы и 
принципов функционирования органов территориального управления и местного 
самоуправления. Был определён также порядок принятия Конституции и внесения в неё 
изменений и дополнений, а также и переходные положения.

## Законы Армении
После принятия Декларации “О независимости Армении” в Армении были приняты
законы, которые с точки зрения регулируемых отношений можно подразделить на
следующие группы:
1. Законы социально-экономического характера, которые упорядочивают вопросы
государственного пенсионного обеспечения, социального обеспечения инвалидов,
страхования, медицинской помощи и обслуживания населения, лиц, имеющих статус
беженцев, ветеранов Великой Отечественной войны, осужденных и взаимоотношения,
связанные с их привилегиями – законы “О пенсионном обеспечении граждан РА”, “О
страховании”, “О медицинской помощи и обслуживании населения”, “О беженцах”, “Об
осужденных”, “О ветеранах Великой Отечественной войны”, “О минимальной месячной
зарплате” и т.д.
2. Налоговое законодательство, которое упорядочивает отношения, возникающие в
налоговой сфере, в частности, типы и размеры налогов, порядок и сроки платежей,
налоговые привилегии, взаимоотношения, связанные с правами и обязанностями
налогоплательщиков – законы “О налоге на прибыль”, “О налоге на добавочную стоимость”,
“Об акцизном налоге”, “О налоге на имущество”, “О налогах” и т.д.
3. Судебно-правовые законы, которые упорядочивают вопросы, связанные со
статусом судей, работников прокуратуры, адвокатов, взаимоотношения в области
уголовного и гражданского судопроизводства – законы “О судопроизводстве”, “О статусе
судьи”, “О прокуратуре”, и т.д..
4. Законодательство в сфере управления – закон “О местном
самоуправлении”, указы Президента РА “О государственном управлении в областях”, “О
государственном управлении в городе Ереване”, “Об установлении структуры и порядка
деятельности правительства Республики Армения” и т.д..
5. Законодательство в финансовой сфере – законы “О бюджетной
системе”, “О финансовом нивилировании”, “О банках и банковской деятельности”, “О
центральном банке” и т.д..
6. Законы в сфере образования и культуры – законы “Об
образовании”, “Об охране и использовании недвижимых памятников истории, культуры и
исторической среды” и т.д..
7. Законы в сфере обороны, внутренних дел и национальной безопасности –
законы “Об обороне”, “О военном положении”,”О защите населения в чрезвычайных
ситуациях” и т.д.
8. Законы в сфере прав человека и гражданина – законы “Об общественных
организациях”, “О правах ребенка”, “О свободе совести и религиозных организациях” и т.д..
Природоохранное законодательство. В соответствии со статьей 10
Конституции Армении, государство обеспечивает охрану и воспроизводство окружающей среды,
рациональное использование природных ресурсов.